# Maigret und seine Skrupel (Hörspiel, 1961)
Maigret und seine Skrupel ist ein Hörspiel nach dem Kriminalroman Maigret hat Skrupel (1958) des belgischen Schriftstellers Georges Simenon, das 1961 vom Bayerischen Rundfunk mit Paul Dahlke in der Titelrolle nach der Übersetzung von 1959 durch Hansjürgen Wille realisiert wurde.
Die Original-Hörspiel-Ansage aus dem Jahre 1961 lautete: „Maigret hat Skrupel“; dieser Titel wurde auch als Arbeitstitel verwendet, stand aber der offiziellen Benennung innerhalb der Reihe zurück, da alle anderen Titel nach dem Muster „Maigret und...“ benannt wurden. Maigret hat von Anfang in diesem „auf dem Kopf gestellten Fall“ Gewissensbisse, da er die zunächst offenbarten Motive bereits vor der eigentlichen Tat kennenlernt und sie zunächst aus Zerstreutheit nicht ernst nehmen möchte. Als er die dahinterstehenden Verquickungen erkennt, ist es jedoch für die Verhinderung des eigentlichen Verbrechens, das gewissermaßen in doppelter Hinsicht „den Falschen“ trifft, zu spät.

## Inhalt

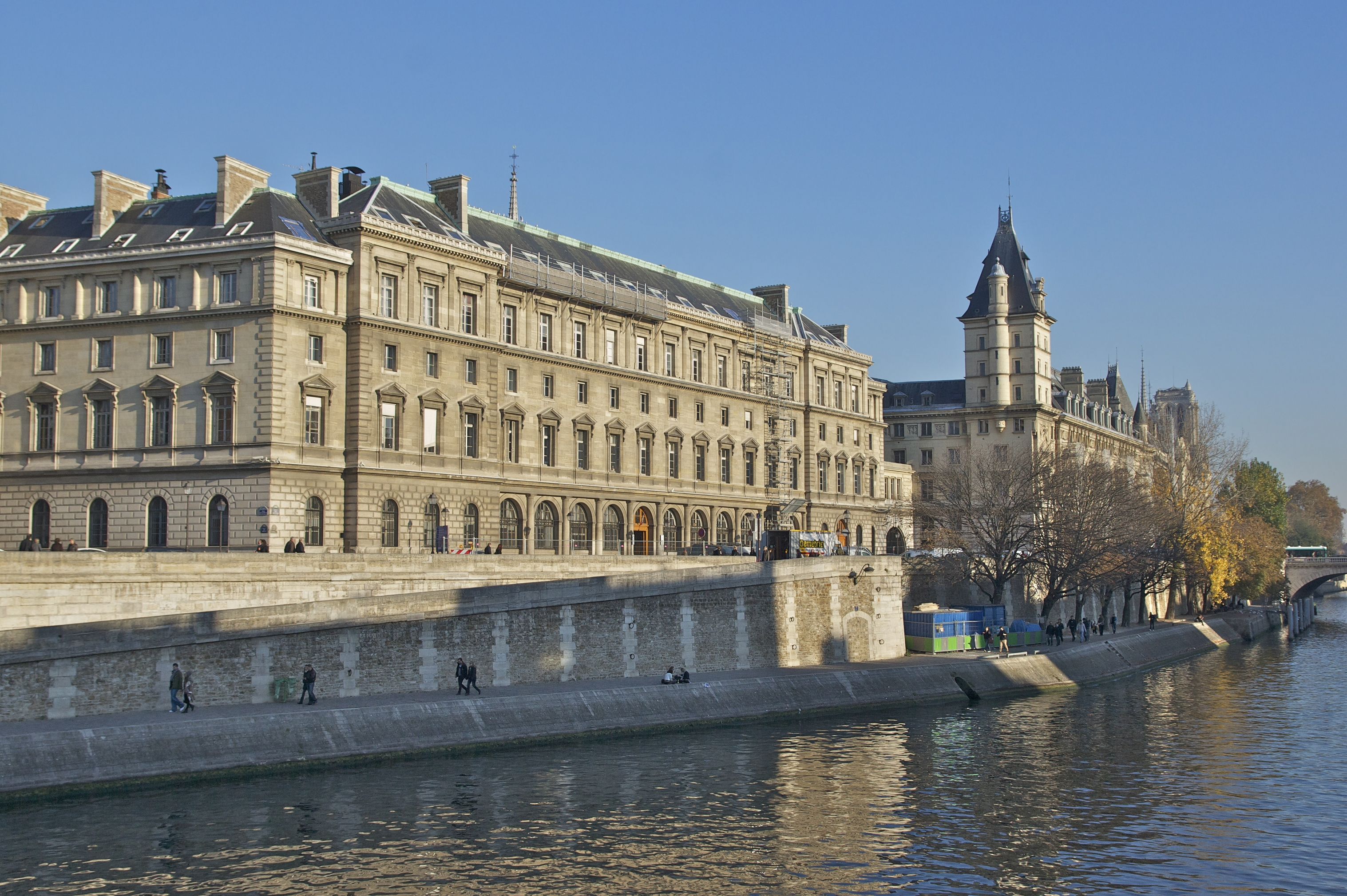
Quai des Orfèvres, von der Seine aus gesehen

Das Hörspiel spielt Anfang Januar in Paris. An einem späten Nachmittag leiden Maigrets Kollegen im Quai des Orfèvres in Ermangelung von Ermittlungsfällen an Langeweile und vertreiben sich die Zeit mit Kartenspielen. Kommissar Maigret seinerseits ist durch ein Telefonat mit dem Hausarzt seiner Ehefrau, Dr. Pardon, abgelenkt, obwohl ihn dieser mit seiner Diagnose – leichte Diät wegen Kreislaufschwankungen – eigentlich beruhigen kann.
Da erhält er unerwarteten Besuch von einem gutgekleideten Herrn von Mitte 40 mit Vornamen Xaver (im Original Xavier). Weil der Kommissar ihm zunächst kaum zuhört und er den Anmeldezettel seiner Beamten weggeworfen hat, fehlt Maigret peinlicherweise dessen Nachname, was die folgenden Ermittlungen zusätzlich verzögert. Xaver stellt sich als 1. Verkäufer in der Spielwarenabteilung und Experte auf dem Gebiet der Elektrischen Eisenbahnen des Kaufhauses Louvre vor. Der überaus fahrige Mann, dessen Ausführungen von stetem Fingerschnipsen wie von einem Tourette-Syndrom begleitet sind, berichtet von seinem Verdacht, dass seine Frau ihn mit Zinkphosphid vergiften wolle und mutmaßt selbst, dass sie es aus einer Geistesverwirrung heraus unternehmen wolle. Er selbst sei aber nachweisbar nicht geistesgestört, wie ihm sein auf Veranlassung seiner Frau unternommener Besuch bei dem bekannten Neurologen Dr. Steiner bestätigt habe. Dennoch verzichtet er auf eine Anzeige. Als Maigret kurz das Büro verlassen muss, entfernt sich sein Besucher.

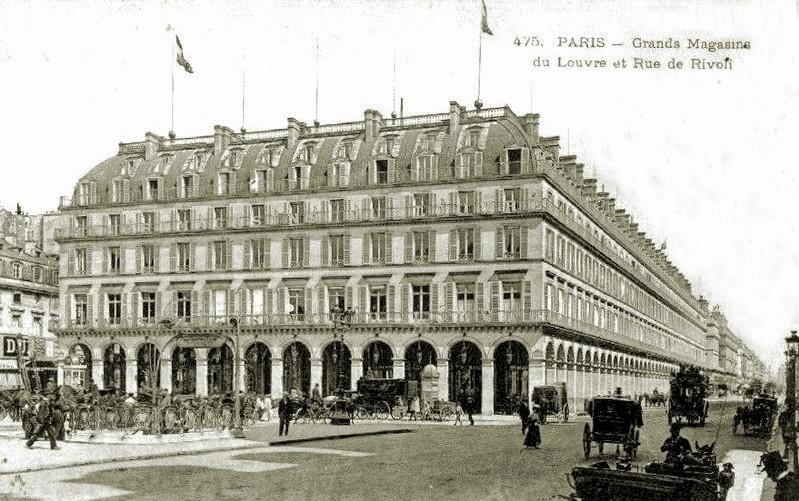
Das Grands Magasins du Louvre in Paris, Arbeitsplatz Xavier Martons

Daraufhin bekommt der Polizeikommissar Gewissensbisse aufgrund seiner Nachlässigkeit und versucht vergebens über einen Anruf bei diesem Neurologen mehr zu erfahren. Aber mehr als den Nachnamen Marton gibt der Mediziner, der sich auf die ärztliche Schweigepflicht beruft, nicht preis.
Zu Maigrets Überraschung erscheint wenig später die Ehefrau seines Besuchers, Gisèle Marton, eine elegante und selbstbewusste Erscheinung mit Krokodillederschuhen, entsprechender Handtasche und Pelzmantel, die in ihrer kontrollierten Art das Gegenteil ihres nervösen Mannes präsentiert. Die Teilhaberin des mondänen Miederwarengeschäfts Harris in der Rue Saint-Honoré in der Nähe des Jardin des Tuileries war ihrem Mann offensichtlich gefolgt und sagt Maigret auf den Kopf die Verdächtigungen ihres Mannes zu. Sie verharmlost die Situation und stellt das Ganze gewissermaßen als Teil einer seelischen Zerrüttung dar, ausgelöst durch die berufliche Überlastung, den Konkurrenzdruck durch einen aufstrebenden jungen Verkäufer und den allmählich sich manifestierenden Verfolgungswahn oder Neurasthenie ihres Mannes. Das Zinkphosphid erklärt sie mit der in den Hinterhöfen ihres Geschäfts grassierenden Rattenplage. Da nun auch in ihrer Wohngegend in der Avenue de Châtillon derartige Schädlinge aufgetaucht seien, habe sie ein Fläschchen davon zuhause aufbewahrt. Auch sie verzichtet darauf, weitere Schritte zu veranlassen, während Maigret in einem doppelten Dilemma steckt. In welchen Richtung soll er ermitteln, da er im eigentlichen Sinne keinen Fall hat?
Zumindest kann er nach dem Insistieren bei seinen Vorgesetzten und dem Staatsanwalt neben dem erfahrenen Inspektor Janvier noch den jungen Kollegen Lapointe auf den Fall ansetzen, die interessante neue Details hervorbringen. Im Haushalt der Martons lebt zusätzlich die jüngere Schwester Gisèles, Jenny, eine junge Witwe, deren Mann, ein amerikanischer Ingenieur, bei einem Betriebsunfall ums Leben kam. Diese Jenny ist im Gegensatz zu ihrer kühlen Schwester eine äußerst attraktive junge Dame, die laut Janvier jeden Mann sofort für sich entflammen und aufgrund ihrer zarten Sanftheit den Beschützerinstinkt wecken würde. Und tatsächlich scheinen sowohl Monsieur Marton als auch seine junge Schwägerin einander zugewandt zu sein. Auch Madame Marton hat offenkundig ein Verhältnis mit ihrem Teilhaber, Maurice Torrence, der wie sie einst im Grands Magasins du Louvre gearbeitet hatte. Außerdem haben beide seit zwölf Jahren verheiratete Ehepartner eine hohe Lebensversicherung auf Gegenseitigkeit abgeschlossen.
Um die Frage zu klären, ob Monsieur Marton tatsächlich unter psychischen Störungen leidet, zieht Maigret im Beisein seiner Frau ein Handbuch über Neurosen, Psychosen und Paranoia zu Rate, doch angesichts der Realität seines Falles stellt er fest, dass diese ihm da überhaupt nicht weiterhelfen können. Enerviert legt er das Buch weg und wendet sich lieber dem von seiner Frau angebotenen Pflaumenschnaps zu.
Als Marton erneut Maigret im Quai des Orfèvres aufsucht und ihn dieser mit seinen Überlegungen konfrontiert, leugnet er nicht seine Zuneigung zu seiner Schwägerin, die so anders sei als seine Ehefrau, die so sei wie die meisten Frauen, die er kenne: kalt, herrsch- und geldsüchtig sowie karrierebesessen. Außerdem verhehlt er seine Absicht nicht, Gisèle mit einem versteckten Revolver zu erschießen, falls er rechtzeitig bemerkt, dass sie ihm das Rattengift verabreicht. Gisèle hingegen entgegnet dem Kommissar kalt, dass sie sich sehr wohl zu wehren wisse.
Am nächsten Morgen erhält Maigret in aller Frühe einen Anruf: Xaver Marton wurde vergiftet in seiner Wohnung tot aufgefunden. Auch seine Ehefrau hat in der Nacht mit Vergiftungserscheinungen kämpfen, aber sich lediglich heftig erbrechen müssen. Während sie ihren Mann im Wohnzimmer auf den Boden liegend fand, die Hand noch an dem Revolver, aber unfähig ihn gegen sie zu erheben, zog Gisèle sich einfach ins Schlafzimmer zurück, um ihn dort sterben zu lassen. Da Jenny trotz des fraglichen Lärms in panischer Angst und mit offensichtlichen Schuldgefühlen in ihrem Zimmer bis zum Eintreffen der Polizei verblieb, kommt Maigret zu der Entscheidung Jenny wegen des Mordversuchs an ihrer Schwester Gisèle und der erfolgten Tötung ihres Schwagers zu verhaften:
Jenny hatte Gisèle mit einer starken Dosis des Zinkphospits im Abendtee umbringen wollen, um Xaver von seiner Fessel zu erlösen. Dieser hatte jedoch selbst seine Ehefrau umbringen wollen, indem er eine leichte Dosis Gift, die für ihn selbst bestimmt war, in ihre Tasse füllte. Da beide Ehepartner schon zwanghaft die Tassen kurz vor dem Trinken vertauschen würde, hätte nun er die leicht vergiftete Tasse, könnte in der Nacht glaubhaft die Vergiftungserscheinungen vorzeigen und damit in vermeintlicher Notwehr seine Frau erschießen, womit die vorangegangenen rätselhaften Besuche bei Maigret ihren Sinn erfüllt hätten. Das Eingreifen seiner Schwägerin hatte ihn jedoch selbst getötet, während nun seine Ehefrau schuldfrei aus der Sache hervorgeht.
Maigret hat zwar immer noch gewisse Skrupel, da die einzige Person, sprich Gisèle, der er einen kaltblütigen Mord in dieser Angelegenheit zugetraut hätte, straffrei und erfolgreich bleibt, während er die naive Schwester für den irrtümlichen Mord an ihrem Geliebten verhaften muss. Aber trotz aller Unzufriedenheit erklärt er den Fall nach Rechtslage für abgeschlossen.

## Ausgabe
- Maigret und seine Skrupel. BR, Regie: Heinz-Günter Stamm, Bearbeiter: Gert Westphal, Übersetzung: Hansjürgen Wille; mit Paul Dahlke in der Titelrolle. Der Audio Verlag, Auflage: Sonderausgabe 2005, ISBN 978-3-89813-390-6.
  - Die anderen Hörspiele der Sonderausgabe waren Maigret und der gelbe Hund und Maigret und die Bohnenstange.

## Vorlagen
Die Romanvorlage entstand vom 9. bis zum 16. Dezember 1957 in Echandens, Das Werk vom 23. Mai bis zum 17. Juni 1958 in 22 Ausgaben der Tageszeitung Le Figaro vorabveröffentlicht, ehe die Buchausgabe schließlich im Juni des Jahres im Verlag Presses de la Cité erschien. Die erste deutsche Übersetzung von Hansjürgen Wille und Barbara Klau veröffentlichte 1959 der Verlag Kiepenheuer & Witsch. 1986 publizierte der Diogenes Verlag eine Neuübersetzung von Ingrid Altrichter im Sammelband Weihnachten mit Maigret.
- Georges Simenon: Les Scrupules de Maigret. Presses de la Cité, Paris 1958 (Erstausgabe).
- Georges Simenon: Maigret hat Skrupel. Übersetzung: Hansjürgen Wille, Barbara Klau. Kiepenheuer & Witsch, Köln 1959.
- Georges Simenon: Maigret hat Skrupel. Übersetzung: Hansjürgen Wille, Barbara Klau. Heyne, München 1966.
- Georges Simenon: Maigret hat Skrupel. In: Weihnachten mit Maigret. Übersetzung: Ingrid Altrichter. Diogenes, Zürich 1986, ISBN 3-257-01729-4.
- Georges Simenon: Maigret hat Skrupel. Sämtliche Maigret-Romane in 75 Bänden, Band 52. Übersetzung: Ingrid Altrichter. Diogenes, Zürich 2009, ISBN 978-3-257-23852-5.

## Hintergrund

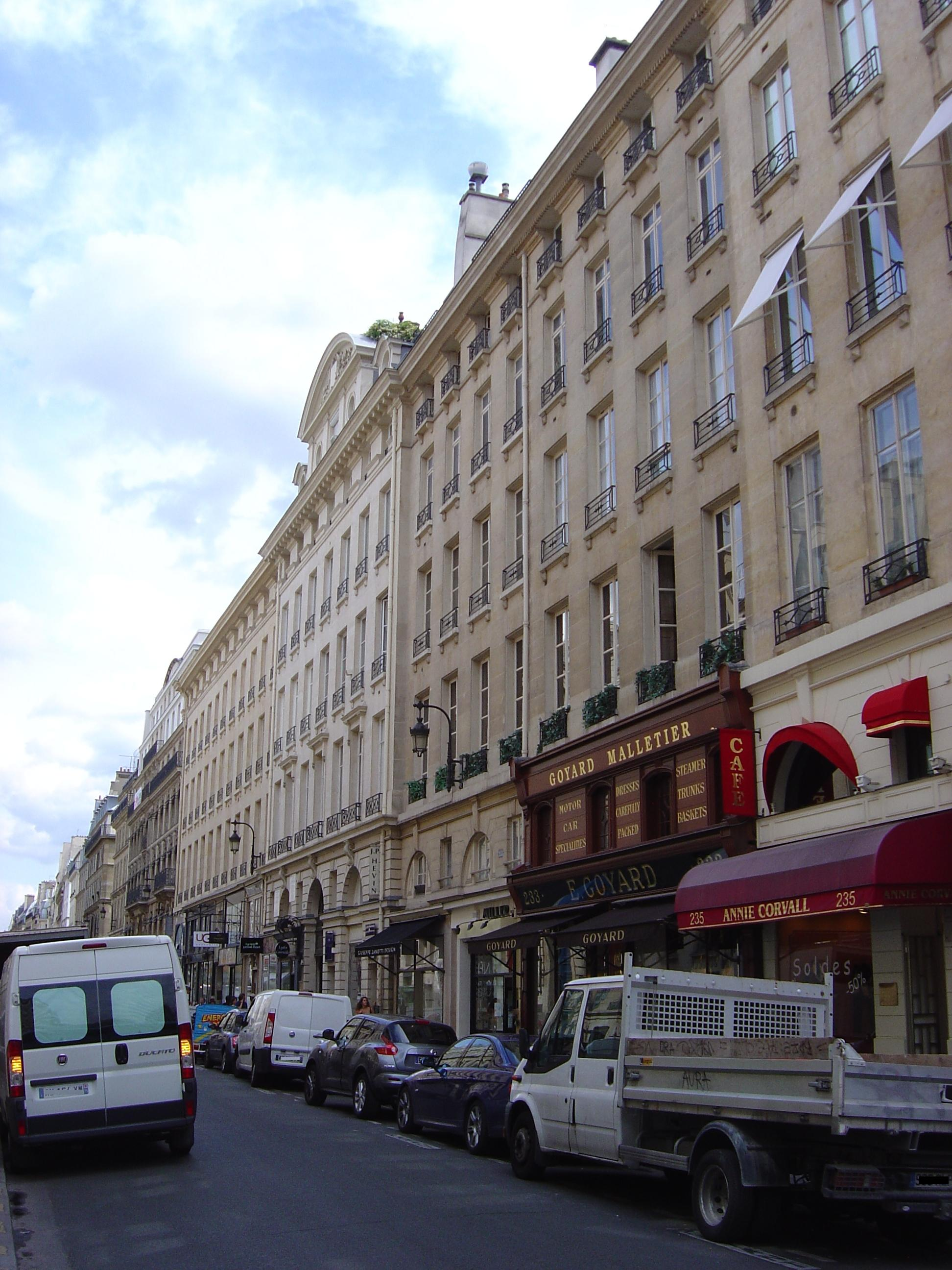
Straßenzug der Rue Saint-Honoré

Anders als bei den meisten anderen Hörspielen der Reihe erfuhren auch die Rollennamen eine Eindeutschung. Aus Xavier wurde so Xaver. In der Einführung ging man so weit, dass die Inspektoren deutlich hörbar Skat und nicht etwa ein eher französisches Kartenspiel spielen und wenig später präsentiert Madame Maigret ihrem immer kulinarischen Köstlichkeiten (in diesem Roman sind es neben der üblichen Pfeife der Schlehenschnaps und der Cognac) zugewandten Mann einen für französische Verhältnisse ungewöhnlichen Zwiebelrostbraten, die Hörspielfassung spricht lieber vom geläufigen Pflaumenschnaps. Das zwanghafte Fingerschnippen Martons band der Komponist Herbert Jarczyk deutlich in seine musikalischen Intermezzi ein und zum Schluss wählte man für die melancholische Stimmung Maigrets ausnahmsweise die Einspielung eines unbenannten französischen Chansons.
Auf Willes Übersetzung und Gert Westphals Bearbeitung basierten beide deutschsprachigen Hörspieladaptionen von 1959 und 1961, die von unterschiedlichen Radiosendern und Sprechern eingespielt wurden. Letztere Fassung war mit Dahlke, Rolf Boysen und Wolfgang Büttner prominenter besetzt und ist bis heute die einzige, die auf Tonträger erhältlich ist, da sie der Audio Verlag 2005 in einer Sonderauflage zusammen mit vier anderen Maigret-Hörspielen neu veröffentlichte. Die Reihe von 1959 produzierte der damalige SWF unter der Regie von Gert Westphal. Die Sprecher waren Leonard Steckel als Maigret, Annedore Huber-Knaus als Madame Maigret und Heinz Schimmelpfennig als Inspektor Lucas.
Auf dem Cover der Sonderausgabe des Weltbild Verlags (ISBN 3-8289-7926-2) mit 3 CDs ist redaktionell ein schwerer inhaltlicher Fehler bei der Zusammenfassung erfolgt: demnach kommt angeblich Gisèle zu Tode.
Ingrid Pan, die den Part der Jenny Marton übernahm, war die damalige Ehefrau des Hörspielregisseurs Heinz-Günter Stamm, der sie in vielen Hörspielrollen besetzte.

## Rezension
„Man könnte diesen Fall banal finden und gleichzeitig gewollt kurios: Der Mann, der Angst vor seiner Frau hat, die Frau, die tags darauf ihren Mann beschuldigt, das ist der lustige Teil. Und die Entfremdung des Ehepaares, seit die Frau den Erfolg hat, der dem Mann versagt bleibt, wäre das banale Element. Nur dass Simenon noch immer mit dem Leser spielt, indem er ihm äußerst suggestive Gestalten vor die Nase setzt, die man zu verstehen glaubt, bis dann doch die Abgründe aufscheinen.“
Im Zusammenhang mit den Hörspieladaptionen wurde die zugrunde liegende Ruhe der beschriebenen Fälle gelobt: „Das Reizvolle an Simenons Werken ist die Ruhe, die sie ausstrahlen. Simenon hat nie Action-Krimis geschrieben. Der Erzählstil gleicht einem langsam fließenden Fluss. Hier haben die handelnden Personen genug Zeit, sich vor den Augen des Lesers nachvollziehbar zu entwickeln.“
Andere Stimmen verglichen die Adaption eher mit dem Stil der zeitnahen Paul Temple-Umsetzungen der Kriminalromane Francis Durbridges mit René Deltgen: „Kommissar Maigret, welcher von dem bekannten Schauspieler Paul Dahlke verkörpert wird, ist ein eher unangenehmer Zeitgenosse. Sein Auftreten zeugt weniger von den Manieren eines Gentleman wie Paul Temple, sondern eher vom Schlage ‚Ich Chef – Du nix‘. Die Person Maigret wird nicht über Emotionen vermittelt, denn selbst zu seiner eigenen Frau hält Maigret eine eher bittere Distanz, spricht er sie doch immer mit ‚Frau Maigret‘ an. Die Geschichten an sich sind kurzweilig und erstrecken sich allesamt jeweils über eine CD. Da ist es natürlich auch nicht verwunderlich, daß die Handlung keine große Tiefe bekommt und der Kreis der Personen relativ überschaubar und klein gehalten wird. Dabei ist es zwar nicht voraussehbar, wer am Ende der Täter ist – allerdings will auch keine wirkliche Überraschung eintreten. Maigrets Fälle kommen ohne Blut, mit wenigen Schüsse und mit unspektakulären Leichen aus.“